# 福建炒飯
福建炒飯是來自香港的一種炒飯，主要在茶餐廳供應。炒飯雖以福建為名，但非福建原產品，情況與揚州炒飯相似。

## 做法
福建炒飯與其他常見炒飯不同，材料不是與飯一起炒，而是米飯和配料分開炒。材料一般有草菇、菜心粒、瑤柱絲、雞肉粒及蝦仁，但也可配搭其他材料。芡汁材料有雞湯、生粉、生抽、老抽及蠔油。做法是先做蛋炒飯，之後炒熟材料，然後將生粉混合清水，再倒入鑊中已炒熱的材料，芡汁變得濃稠便可起鑊，最後澆在蛋炒飯上。

## 外部連結
- 食譜：福建炒飯
- 福建炒飯 - 雜錦好料飯（Hokkien Fried Rice） （页面存档备份，存于）